# ان‌جی‌سی ۷۴۷۹
ان‌جی‌سی ۷۴۷۹ (انگلیسی: NGC 7479) نام یک کهکشان در صورت فلکی اسب بالدار است.